# Бойсі (річка)
Бо́йсі (англ. Boise) — річка в штаті Айдахо (США), права притока річки Снейк.
Довжина річки становить 121 км. Площа басейну — 10 619 км². Утворюється злиттям трьох струмків на північному сході Айдахо. Протікає в східному напрямку.

## Каскад ГЕС
На річці розташовано ГЕС Arrowrock, ГЕС Лаккі-Пік.
| США | Це незавершена стаття з географії США. Ви можете допомогти проєкту, виправивши або дописавши її. |